# یواس‌اس هولت (دی‌ئی-۷۰۶)
یواس‌اس هولت (دی‌ئی-۷۰۶) (به انگلیسی: USS Holt (DE-706)) یک کشتی بود که طول آن ۳۰۶ فوت (۹۳ متر) بود. این کشتی در سال ۱۹۴۴ ساخته شد.